# Anna Suffía Rasmussen
Anna Suffía Rasmussen (født av Skarði 1876, død 1932) fra Skarð, Færøerne, var husbestyrerinde og husholdningslærer på Føroya Fólkaháskúli. Hun var søster til skolens grundlægger Símun av Skarði og gift med Símuns ven og nære medarbejder Rasmus Rasmussen.